# کتابخانه سی‌دی‌ان‌ای
کتابخانه سی‌دی‌ان‌ای (به انگلیسی cDNA library) ترکیبی از قطعات cDNA کلون شده (DNA مکمل) وارد شده به مجموعه ای از سلول‌های میزبان هستند. این قطعات با یکدیگر بخشی از رونوشت ارگانیسم را تشکیل می‌دهند و به عنوان یک «کتابخانه» ذخیره می‌شوند. cDNA از mRNA ی موجود در هسته تولید می‌شود و در نتیجه تنها حاوی ژن‌های بیان شدهٔ یک ارگانیسم است. به‌طور مشابه، کتابخانه‌های cDNA خاص بافت نیز می‌تواند تولید شود. در سلول‌های یوکاریوتی، mRNA بالغ پیرایش شده‌است، از این رو cDNA ساخته شده فاقد اینترون‌ها می‌باشد و می‌تواند به آسانی در یک سلول باکتریایی بیان شود. از آنجایی که محصولات ژن‌ها به راحتی شناسایی می‌شوند، اطلاعات کتابخانه‌های cDNA یک ابزار قدرتمند و مفید می‌باشد؛ اما این کتابخانه‌ها فاقد اطلاعات مربوط به افزاینده (enhancers)، اینترون و دیگر عناصر تنظیمی که در یک کتابخانه DNA ژنومی یافت می‌شوند، می‌باشند.

## روش ساخت کتابخانه cDNA
ساخت cDNA از mRNA بالغ یک سلول یوکاریوتی با استفاده از آنریم ترانس کریپتاز معکوس (آنزیم رونوشت بردار معکوس) انجام می‌شود. در یوکاریوت‌ها، یک دم پلی آ (A) (متشکل از یک رشته بلند از نوکلئوتیدهای آدنین) mRNA را از tRNAها و rRNA‌ها متمایز می‌کند و بنابراین می‌توان از آن به عنوان یک سایت آغازگر (پرایمر) برای رونویسی معکوس استفاده کرد. البته این مشکل وجود دارد که تمام رونوشت‌ها ناحیه دم پلی آ را ندارند، از جمله رونوشت‌های رمزگردان هیستون‌ها.

### استخراج mRNA
در ابتدا، mRNA استخراج شده و از مابقی RNAها تخلیص می‌گردد. چندین روش برای خالص سازی RNA وجود دارد مانند استخراج به روش ترایزول (Trizol) یا تصفیه به وسیله ستون. تصفیه به روش ستون با استفاده از رزین‌های پوشش داده شده با نوکلئوتیدهای الیگومری dT انجام می‌گیرد که در آن تنها mRNAهای دارای دم پلی آ به ستون متصل می‌شوند. مابقی RNAها شسته می‌شوند. سپس mRNA با استفاده از بافر شستشو شسته می‌شود و با کمی حرارت رشته mRNA از oligo-dT جدا می‌گردد.

### ساخت cDNA
هنگامی که mRNA خالص سازی می‌شود oligo-dT (توالی کوتاهی از نوکلئوتید دئوکسی-تیمیدین) به عنوان یک پرایمر مکمل به دم پلی آ متصل شده و یک انتهای آزاد ’۳-OH فراهم می‌کند که می‌تواند توسط آنزیم ترانس کریپتاز معکوس طویل شود تا رشته DNA مکمل را ایجاد کند. اکنون، mRNA توسط یک آنزیم RNase جدا می‌شود تا یک cDNA تک رشته‌ای (sscDNA) باقی بماند. این sscDNA با کمک DNA پلیمراز به یک DNA دو رشته‌ای تبدیل می‌شود. با این حال، DNA پلیمراز برای سنتز یک رشته مکمل، به یک انتهای آزاد ’۳-OH نیاز دارد. این انتهای آزاد توسط خود sscDNA با ایجاد یک حلقه سنجاق سری در انتهای ۳' از طریق پیچش بر روی خود فراهم می‌شود. پلیمراز انتهای '۳-OH را طویل می‌کند و بعد از آن حلقهٔ انتهای ’۳ با عملکرد قیچی مانند آنزیم نوکلئاز S1 باز می‌شود. سپس آنزیم‌های اندونوکلئاز محدودکننده و DNA لیگاز برای کلون کردن توالی به درون پلاسمید باکتریایی استفاده می‌شوند.
سپس باکتری‌های کلون شده انتخاب می‌شوند. این کار معمولاً از طریق انتخاب به روش حذف آنتی‌بیوتیکی صورت می‌گیرد. پس از انتخاب، ذخیره ای از این باکتری‌ها تولید می‌شود که بعدها رشد داده شده و برای گردآوری در کتابخانه cDNA توالی یابی شوند.

## موارد استفاده از کتابخانه‌های cDNA
از آنجایی که میزان اطلاعات هنگام تولید مثل ژنوم یوکاریوتی کاهش می‌یابد، کتابخانه‌های cDNA معمولاً هنگام تولید مثل ژنوم یوکاریوتی استفاده می‌شوند، تا تعداد زیاد نواحی غیر کدشونده را از کتابخانه حذف نماید. کتابخانه‌های cDNA برای بیان ژن‌های یوکاریوتی در پروکاریوت‌ها استفاده می‌شوند. پروکاریوت‌ها فاقد اینترون در DNAی خود هستند و به همین دلیل فاقد آنزیم‌هایی هستند که می‌توانند اینترون‌ها را در طول فرایند رونویسی قطع کنند. cDNA هیچ اینترونی ندارد و بنابراین می‌تواند در سلول‌های پروکاریوتی بیان شود. کتابخانه‌های cDNA برای روش ژنتیک معکوس که در آن اطلاعات ژنومی اضافی کمتر مورد استفاده قرار می‌گیرد، بسیار مناسب هستند. همچنین، برای جداسازی متعاقب ژنی که آن mRNA را کد می‌کند مفید است.

### کتابخانه‌های cDNA در مقابل کتابخانه‌های DNA ژنومی
کتابخانه‌های cDNA فاقد نواحی غیر کدشونده و عناصر تنظیمی موجود در DNAی ژنومی هستند. کتابخانه‌های DNAی ژنومی اطلاعات جزئی تر بیشتری در مورد ارگانیسم‌ها ارائه می‌دهند، اما تولید و حفظ آن‌ها شدیداً وابسته به منبع است.

### کلون کردن cDNA
مولکول‌های cDNA می‌توانند با استفاده از اتصال دهنده‌های سایت‌های محدودکننده کلون شوند. اتصال دهنده‌ها، قطعات دو رشته‌ای DNA کوتاه با حدود ۸ تا ۱۲ جفت باز هستند که شامل یک سایت برش اندونوکلئاز محدودکننده می‌باشند مثل BamHI. اتصال دهنده و cDNA، هر دو انتهای صاف دارند که می‌توانند با استفاده از غلظت بالایی از DNA لیگاز T4 به هم متصل شوند. سپس در مولکول cDNA به وسیله برش نواحی انتهایی cDNA (که در حال حاضر اتصال دهنده‌هایی با یک سایت گنجانیده شده‌اند) با استفاده از آنزیم اندونوکلئاز مناسب، انتهاهای چسبنده تولید می‌شود. یک حامل کلون کننده (پلاسمید) نیز پس از آن با آنزیم اندونوکلئاز مناسب برش داده می‌شود. با اتصال «انتهای چسبنده» cDNA به درون حامل، مولکول DNA نوترکیب حاصل به درون سلول میزبان E. coli برای کلون شدن منتقل می‌شود.

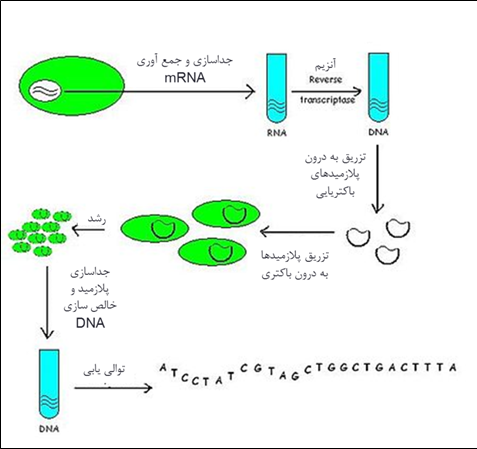
روش تشکیل یک کتابخانه cDNA